# Andrew Powell
Andrew Powell (* 18. dubna 1949, Surrey, Anglie) je anglický hudební skladatel, narozený velšským rodičům. V roce 2003 se odstěhoval do Walesu a začal studovat velštinu, kterou dnes ovládá téměř jako rodný jazyk.

## Mládí
Powell začal brát lekce hry na piano ve věku čtyř let a později navštěvoval hudební školu King's College School ve Wimbledonu, kde se učil hrát i na housle, violu a orchestrální perkusy. Hudbu začal skládat v jedenácti letech a studoval kompozici u Karlheinz Stockhausena and György Ligetiho v Darmstadt New Music Summer School v Německu předtím, než získal magisterský titul na King's College v Cambridge. V Cambridge se připojil do skupiny elektronické hudby Intermodulation, ve které byli Roger Smalley, Tim Souster a Robin Thompson, a progressive rockové skupiny Henry Cow, kterou založili Fred Frith a Tim Hodgkinson, kde hrál na baskytaru a bicí.

## Hudební kariéra
Po odchodu z Cambridge vystupoval jako sólista Proms v Royal Albert Hall v Londýně. Později pracoval s různými orchestry, včetně Covent Garden a London Symphony Orchestra, London Philharmonic Orchestra, BBC Welsh Orchestra a BBC Symphony Orchestra kde pracoval s Pierre Boulezem. Začal též pracovat jako studiový hudebník a založil soubor "Come to the Edge" s Robinem Thompsonem a Morrisem Pertem, který pravidelně vystupoval s japonským virtuosem Stomu Yamashtou.